# Camille Guaty

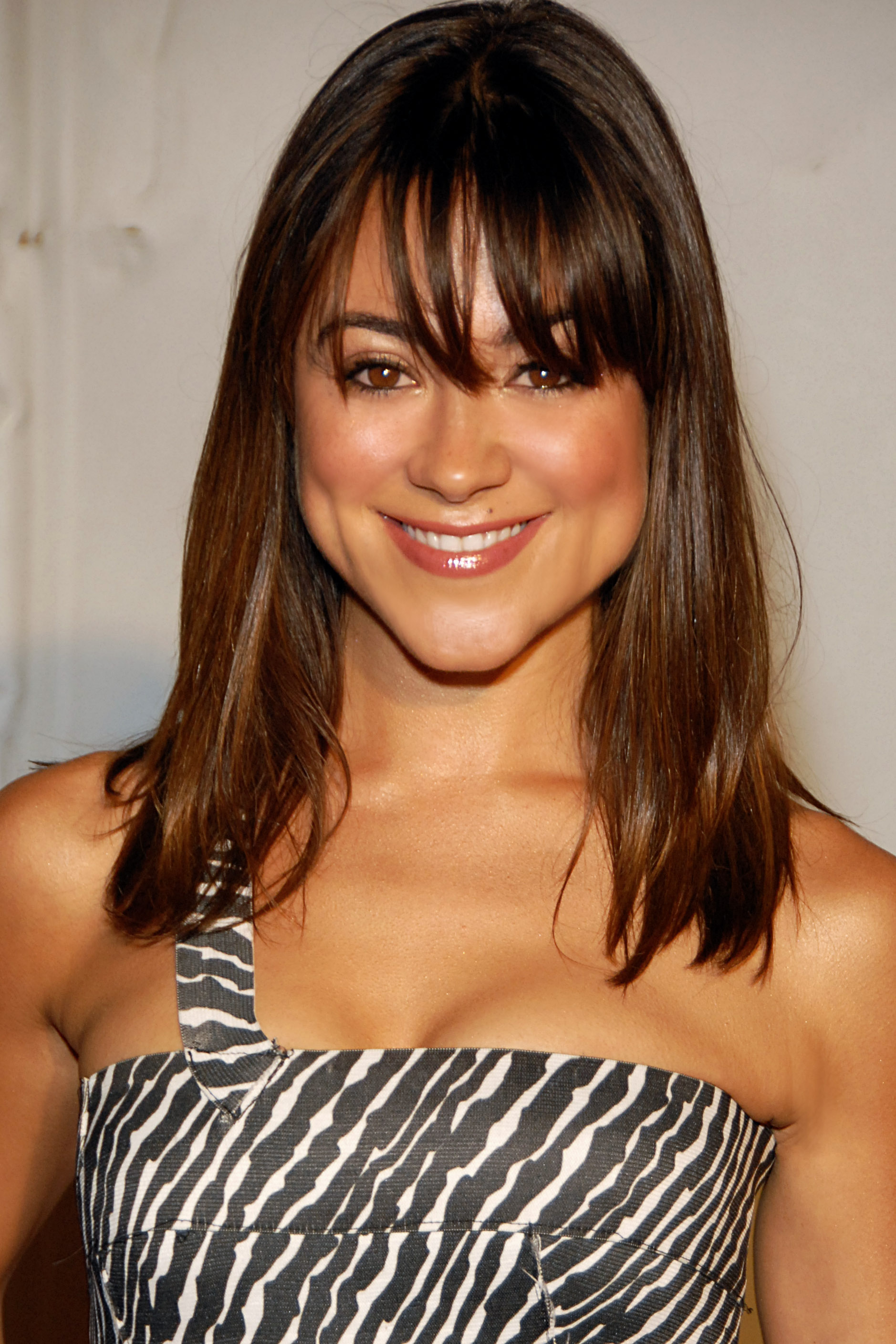
Camille Guaty (2009)

Camille Guaty (* 28. Juni 1978 in Santa Clara, Kalifornien) ist eine US-amerikanische Schauspielerin.

## Leben
Camille wuchs in Kalifornien und New Jersey auf. Sie studierte an der Boston University Kommunikation. Ihre Karriere begann sie mit der Fernsehserie Raising Dad – Wer erzieht wen?. Nach einigen anderen Rollen zog sie nach London, um an der Royal Academy of Artistic Arts zu studieren. Zurück in Los Angeles war sie unter anderem in Crossing Jordan – Pathologin mit Profil zu sehen. In Deutschland ist sie vor allem durch die Rolle der Maricruz in der Serie Prison Break bekannt. Zwischen 2006 und 2007 war Guaty Hauptdarstellerin in der Krimiserie The Nine – Die Geiseln. Ebenfalls spielte Guaty in der fünften Staffel der US-Serie Las Vegas eine Nebenrolle als Piper Nielsen. Im Film Der Womanizer – Die Nacht der Ex-Freundinnen spielt sie eine Nebenrolle. 2011 hatte sie eine Nebenrolle als Elena in der kurzlebigen Fox-Krimiserie The Chicago Code. In dem Film 30 Days Until I’m Famous – In 30 Tagen berühmt spielte sie die Hauptrolle an der Seite von Sean Patrick Flanery.
Von 2014 bis 2015 spielte Guaty die Nebenrolle der Megan O’Brien, die Schwester der Hauptfigur Walter O’Brien (Elyes Gabel), in der Fernsehserie Scorpion.

## Filmografie (Auswahl)
- 2001–2002: Raising Dad – Wer erzieht wen? (Raising Dad, Fernsehserie, 12 Folgen)
- 2002: Rhythmus im Blut (Gotta Kick It Up!, Fernsehfilm)
- 2003: Love Object
- 2003: The Brothers Garcia (Fernsehserie, 3 Folgen)
- 2003: Emergency Room – Die Notaufnahme (ER, Fernsehserie, Folge 9x21 Tag und Nacht)
- 2004: 30 Days Until I’m Famous – In 30 Tagen berühmt (30 Days Until I’m Famous, Fernsehfilm)
- 2004–2005: Crossing Jordan – Pathologin mit Profil (Crossing Jordan, Fernsehserie, 2 Folgen)
- 2005–2007: Prison Break (Fernsehserie, 9 Folgen)
- 2006–2007: The Nine – Die Geiseln (The Nine, 13 Folgen)
- 2007: Without a Trace – Spurlos verschwunden (Without a Trace, Fernsehserie, Folge 6x03 Ohne Hoffnung)
- 2007: Blink
- 2007–2008: Las Vegas (Fernsehserie, 16 Folgen)
- 2009: Cupid (Fernsehserie, 7 Folgen)
- 2009: Der Womanizer – Die Nacht der Ex-Freundinnen (Ghosts of Girlfriends Past)
- 2010: CSI: Vegas (CSI: Crime Scene Investigation, Fernsehserie, Folge 10x06 Der Tod und das Mädchen)
- 2013: Vampire Diaries (The Vampire Diaries, Fernsehserie, 2 Folgen)
- 2013: How I Met Your Mother (Fernsehserie, Folge 9x11)
- 2014: Hart of Dixie (Fernsehserie, Folgen 3x15–3x16)
- 2014: Cake
- 2014: Happyland (Fernsehserie, 8 Folgen)
- 2014–2015: Scorpion (Fernsehserie, 10 Folgen)
- 2016–2017: The Exorcist (Fernsehserie, 2 Folgen)
- 2017: Daytime Divas (Fernsehserie, 10 Folgen)
- 2018: Eine dumme und nutzlose Geste (A Futile and Stupid Gesture)
- 2018: The Good Doctor (Fernsehserie, 2 Folgen)
- 2021: The Rookie (Fernsehserie, 5 Folgen)
- 2024: Harold und die Zauberkreide